# Крутой Ігор Якович
І́гор Я́кович Круто́й (іноді Крути́й, рос. Игорь Яковлевич Крутой; нар. 29 липня 1954, Гайворон, Кіровоградська область, УРСР, СРСР) — композитор, власник і керівник продюсерської компанії «АРС», незалежної агенції з авторських прав, низки російських і закордонних музичних ЗМІ (телеканал «Муз-ТВ», радіостанції «Love-радіо» і «Радіо Дача»), Народний артист Росії (1996).

## Біографія
Народився 29 липня 1954 року в Гайвороні (Кіровоградська область, Україна) в робітничій родині. За походженням — єврей.
Покликання до музики відчув змалку: самотужки навчаючись грі на баяні, виступаючи в шкільному музичному ансамблі.
Після навчання у Кіровоградській музичній школі вступив на теоретичний факультет Кіровоградського музичного училища, яке закінчив з відзнакою в 1974 році. Не змігши вступити до Київської консерваторії, один рік працював викладачем музики в українському селі.
У 1979 році закінчив диригентсько-хорове відділення Миколаївського музично-педагогічного інституту. Одночасно з навчанням вже тоді Крутой став підробляти у одному з ресторанів; на цей же період припадає його знайомство з Олександром Сєровим. Сєров став першим відомим виконавцем, для якого Крутой став створювати пісні. У 1986 і 1987 роках Сєров перемагав на міжнародних співочих конкурсах з піснями авторства Ігоря Крутого «Вдохновение» («Натхнення») і «Судьбе назло» («Долі наперекір»).
На початку 1980-х рр. починає писати пісні для популярних радянських естрадних виконавців (Йосип Кобзон, Алла Пугачова, Валерій Леонтьєв та багато інших). 1988 року за успіхи в композиторській діяльності Ігор Крутой став лауреатом премії Ленінського комсомолу.
Ігор Крутой власник і художній керівник продюсерської компанії «АРС», агентства з авторських прав, низки популярних ЗМІ музичного спрямування. Став відомим як продюсер (в тому числі і російського аналога «Фабрики зірок») і автор музики для кіно.
22 листопада 2024 року позбавлений державних нагород України та інших форм відзначення згідно указу президента України.

## Галерея

Зірка Ігоря Крутого на Алеї Зірок у Києві
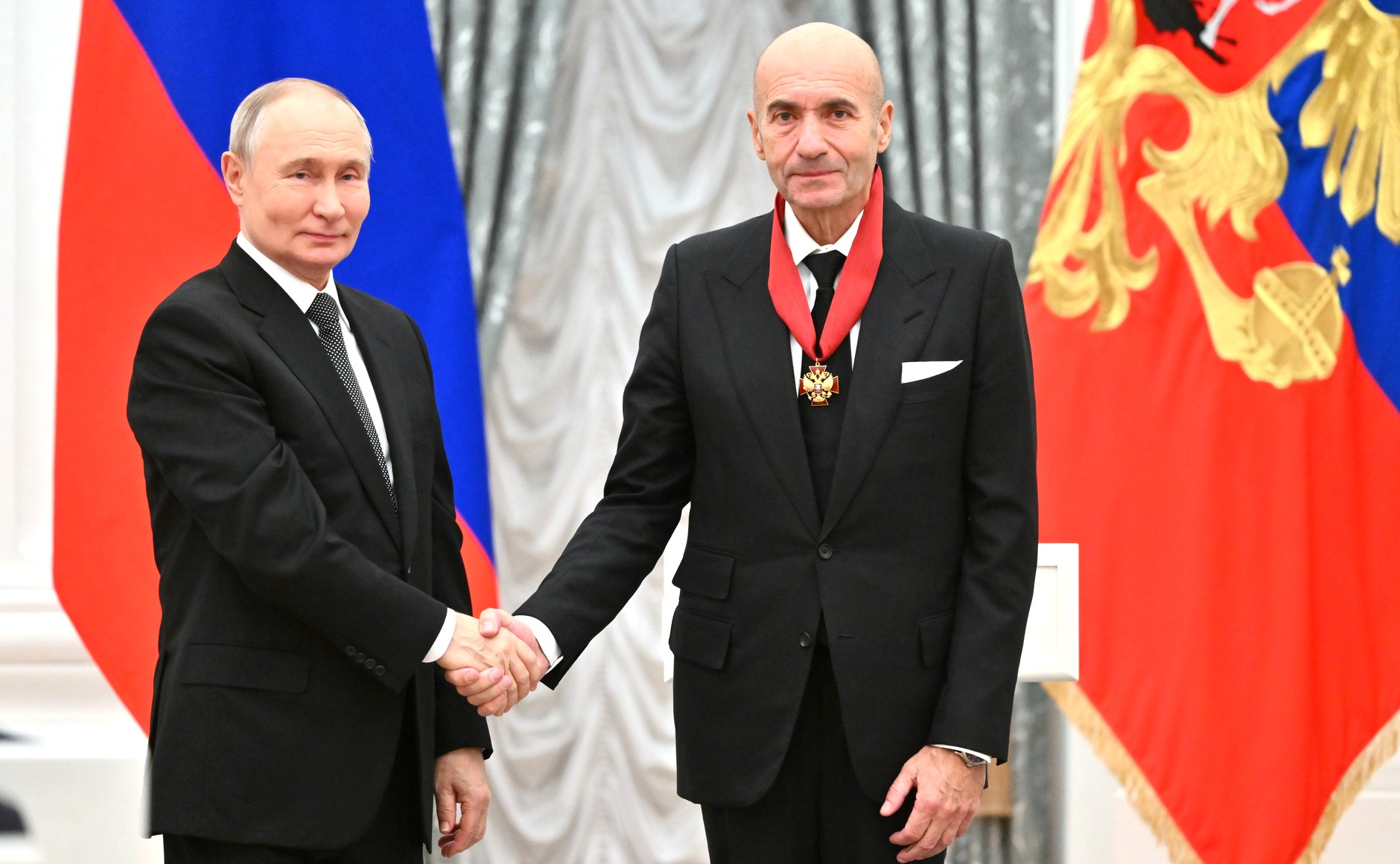
Нагородження орденом «За заслуги перед Вітчизною» II ступеня, 12 грудня 2024 року